# Shola Ameobi
Shola Ameobi, właśc. Foluwashola Ameobi (ur. 12 października 1981 w Zarii w Nigerii) – nigeryjski piłkarz występujący na pozycji napastnika, były reprezentant Nigerii. Jego dwaj bracia – Tomi i Sammy również są piłkarzami.

## Kariera klubowa
Shola Ameobi urodził się w Nigerii, jednak w wieku pięciu lat przeprowadził się do Anglii. Rozpoczął treningi w juniorskim zespole Walker Central z Newcastle upon Tyne, a w wieku 13 lat został wypatrzony przez skautów Newcastle United i trafił właśnie do tej drużyny. 1 lipca 1995 roku podpisał kontrakt z akademią „Srok”, jednak w dorosłej kadrze zadebiutował dopiero 9 września 2000 roku w pojedynku z Chelsea F.C. W pierwszym sezonie występów w Newcastle Ameobi rozegrał 18 meczów w Premier League, pełnił jednak wówczas rolę rezerwowego dla Alana Shearera i Carla Corta. W kolejnych latach Shola dosyć regularnie dostawał szanse gry, jednak do grudnia 2005 roku zdobył tylko 34 gole w 186 meczach. W ostatnich 12 spotkaniach sezonu 2005/2006 Ameobi strzelił 6 bramek, natomiast w 2006 roku w wygranym 3:0 wyjazdowym pojedynku przeciwko Lillestrøm SK w Pucharze Interoto zaliczył 2 trafienia. Podczas kolejnych rozgrywek Anglik poddał się operacji stawu biodrowego, problemy z którym trapiły go od dwóch sezonów. Rehabilitacja trwała kilka miesięcy i Ameobi w lidze rozegrał tylko 12 spotkań.
27 marca 2008 roku angielski napastnik za około 500 tysięcy funtów został wypożyczony do Stoke City, któremu miał pomóc w wywalczeniu awansu do Premier League. Zadebiutował 29 marca w zremisowanym 1:1 meczu z Sheffield Wednesday. Po rozegraniu 6 meczów bez żadnego strzelonego gola Ameobi powrócił do Newcastle, a działacze Stoke nie zdecydowali się na transfer definitywny. 14 sierpnia trener Ipswich Town – Jim Magilton potwierdził, że był on zainteresowany ściągnięciem angielskiego napastnika. Po długich negocjacjach zakończonych powodzeniem Ameobi nie przeszedł testów medycznych i pozostał ostatecznie w drużynie „Srok”. Poważne kontuzje Marka Viduki i Alana Smitha oraz drobne urazy Michaela Owena i Obafemiego Martinsa spowodowały, że sezon 2008/2009 Ameobi rozpoczął jako podstawowy zawodnik swojego klubu. Strzelił bramki 20 października w zremisowanym 2:2 spotkaniu z Manchesterem City oraz 25 października w przegranym 1:2 meczu przeciwko Sunderlandowi. 7 stycznia 2009 roku przedłużył kontrakt z zespołem o 3 lata, w efekcie czego w Newcastle United będzie występował do roku 2012.

## Kariera reprezentacyjna
W latach 2000–2003 Ameobi występował w młodzieżowej reprezentacji Anglii do lat 21. Rozegrał dla niej łącznie 20 meczów i strzelił 7 bramek.